# Meruidae
Meruidae zijn een familie van kevers. De familie is voor het eerst wetenschappelijk beschreven in 2005 door Spangler & Steiner.

## Taxonomie
De familie is als volgt onderverdeeld:
- Geslacht Meru Spangler & Steiner, 2005